# Буйницкий, Нестор Алоизиевич
Нестор Алоизиевич Буйницкий (1863, Санкт-Петербург — 1914) — русский военный инженер, генерал-лейтенант, заслуженный профессор, постоянный член инженерного комитета главного инженерного управления, также перед войной служил в крепостном управлении генштаба.

## Биография
Родился 23 января (4 февраля) 1863 года в Санкт-Петербурге в семье коллежского советника (впоследствии — тайного советника) Алоизия (впоследствии Алексея) Нестеровича Буйницкого; мать — Софья Дмитриевна, урождённая Лермонтова.
Окончил 2-ю военную гимназию, Николаевское инженерное училище и Николаевскую инженерную академию (1889). Направлен военным инженером в крепость Осовец, где в течение 4 лет участвовал в создании оборонительных сооружений.
В 1893 году Буйницкий был назначен репетитором по фортификации в Николаевской инженерной академии и через два года защитил диссертацию на звание преподавателя. Сотрудничал в «Инженерном журнале», «Военном сборнике», «Артиллерийском журнале», в «Энциклопедическом Словаре» Брокгауза и Ефрона, «Энциклопедии военных и морских наук» и «Военной энциклопедии». На 1904 год являлся приватным преподавателем Михайловской артиллерийской академии.
С 1909 года Буйницкий был постоянным член Инженерного комитета, Главный инженер управления. До Первой мировой войны работал в Крепостном управлении Генерального штаба. Участвовал в строительстве крепостей. Внёс крупный вклад в развитие русского военно-инженерного искусства, в частности был сторонником группового расположения фортов с применением в них башенных установок и броневых закрытий. Являясь выдающимся специалистом по вопросам фортификации, одновременно был талантливым военным писателем в этой области. Н. А. Буйницкий - участник Варшавско-Ивангородской операции 1914 г.
Погиб 4 (17) декабря 1914 года.

## Труды
- «Инженерная оборона государства», СПБ, 1907; Современное состояние долговременной и временной фортификации, СПБ, 1903.;
- «Заблаговременное усиление стратегических пунктов» (СПб., 1893; перев. на нем. язык и напеч. в журн. «„Mittheilungen über Gegenstände de s Artillerie und Genie-Wesens“»);
- «Влияние последних нововведений в области оружия на полевую фортификацию» (ib., 1894);
- «Об устройстве приморских крепостей» (ib., 1899);
- «„Краткий курс теоретической полевой фортификации“» (1-е изд., ib., 1897 г., 4-е изд., i b., 1904);
- «Современное состояние долговременной и временной фортификации» (ib., 1903; перев. на нем. яз. и напеч. в журн. «„Mittheilungen über Gegenstände des Artillerie und Genie-Wesens“»), "
- «Записки долговременной фортификации» (1896);
- «Об устройстве приморских крепостей» (1899);
- «К вопросу о боевой готовности крепостей в период их постройки» (из «Военного Сборника», 1908);
- «О проектировании фортов в сухопутных крепостях» (1908) удостоено первой премии «Инженерного Журнала»; дополнение к книге «Инженерная оборона государств» (1909);
- «Значение и устройство крепостей в береговой обороне» (из журнала «Море», 1909);
- «Величина и состав гарнизонов крепостей» (из «Военного Сборника», 1909);
- «Долговременный форт минимальной стоимости» (из «Инженерного Журнала», 1909);
- «Приморские крепости» (из «Инженерного Журнала», 1911). В. Я.